# André Delabarre
Pour les articles homonymes, voir Delabarre.
André Delabarre, né le 4 octobre 1930 à Colombes, est un écrivain français, auteur de roman policier.

## Biographie
André Delabarre est professeur d'histoire-géographie.
En 1998, il publie son premier roman, Du sang sur les roses pour lequel il est lauréat du prix du Quai des Orfèvres 1999. Il fait paraître ensuite une série de romans policiers régionaux consacrée au Commissaire Barge.
Il signe également Le Loup à l'oreille cassée (2008), court roman de littérature d'enfance et de jeunesse.

## Œuvre

### Romans

#### SérieCommissaire Barge
- Du sang sur les roses, Éditions Fayard (1998)  (ISBN 2-213-60137-2)
- L'Édi... tueur, Éditions du Bastberg, coll. « Les Polars régionaux » (2001)  (ISBN 2-913990-47-9)
- Le Bal des SDF, Éditions du Bastberg, coll. « Les Polars régionaux » (2002)  (ISBN 2-913990-76-2)
- On peut apporter son cadavre, Éditions du Bastberg, coll. « Les Polars régionaux » (2003)  (ISBN 2-84823-003-7)

#### Autres romans
- C'était en automne 44, Éditions du Bastberg, coll. « Romans régionaux » (2008)  (ISBN 978-2-84823079-5)
- Atout cœur, Éditions du Bastberg, coll. « Les Polars régionaux » (2011)  (ISBN 978-2-35859-0259)
- 4 limiers du paradis Éditions du Bastberg, 2008,  (ISBN 9782848230948)

### Littérature d'enfance et de jeunesse
- Le Loup à l'oreille cassée, Nathan, coll. « Nathan poche » no 158 (2008)  (ISBN 978-2-09-251737-6)

### Autre ouvrage
- Testez vos connaissances en histoire, Éditions Bordas, coll. « Contrôle continu des connaissances » (1985)  (ISBN 2-04-016297-6)

## Prix et distinctions

### Prix
- Prix du Quai des Orfèvres 1999 pour Du sang sur les roses[1]